# Jeremias Vietor
Jeremias Vietor (auch Vietor Alsfeldianus; * 4. September 1556 in Alsfeld; † 8. September 1609 in Gießen) deutscher lutherischer Theologe und Geistlicher.

## Leben
Vietor war der Sohn des Rektors Justus Vietor. Er besuchte die Schulen in Homberg an der Efze und in Alsfeld. 1569 fand er Aufnahme am Pädagogium Marburg. An der Universität Marburg wurde er 1572 immatrikuliert. 1573 studierte er an der Universität Wittenberg, kehrte jedoch 1574 an die Marburger Universität zurück. Dort wurde er am 9. Dezember 1574 zum Magister graduiert. Vietor widmete sich in der folgenden Zeit, insbesondere unter Ägidius Hunnius, dem Studium der Theologie. 1575 erhielt er außerdem das Amt des Stipendiatenmajors der Hessischen Stipendiatenanstalt. Sein Studium schloss er am 10. November 1579 mit der Promotion zum Dr. theol. ab.
Vietor erhielt 1580 als Nachfolger von Georg Nigrinus die Stelle als Pfarrer in Gießen. 1586 wurde er zugleich Vizesuperintendent und schließlich 1602 abermals als Nachfolger von Nigrinus Superintendent von Oberhessen, wobei er weiter als Pfarrer in Gießen wirkte. 
Seine letzten Lebensjahre waren überschattet durch den Streit, den der Wechsel Moritz‘ von Hessen-Kassel zum Calvinismus auslöste. Vietor vertrat dabei die lutherische Position.
Er starb plötzlich an einem Schlaganfall.
Der Theologe Johannes Vietor war sein Bruder, der Jurist Justus Sinold war sein Schwiegersohn.

## Werke (Auswahl)
- Gründlicher, wiederholter Bericht, daß der Römische Bapst nicht das Haupt der Kirchen, Egenolff, Marburg 1587.
- Apocalypsis Beati Joannis, das ist, gründtliche außführliche Erklärung der Offenbarung deß heyligen Apostels und Evangelisten Johannis, Spies, Frankfurt am Main 1601.
- Kurtzer Beständiger Gegenbericht Von dem Brotbrechen im Heiligen Abendmal, Ergäntzung deß Decalogi Und Abschaffung der Bilder, Richter, Frankfurt am Main 1605.
  - [Entgegnung auf die vorige Schrift:] Geistliches Ministerium zu Kassel u. a.: Abgenötigte Antwort Auff den gegenbericht D. Jeremiae Vietoris Superintendenten zu Giessen, wider die 3. Hessische verbesserungspuncten, Vom Brotbrechen, Ergäntzung der Zehen gebot, Und abschaffung der vom Pabsthumb übrigen götzenbildern, Wessel, Kassel 1606.
- Kurtze und notdürfftige Retorsion, der vielfaltigen Calumnien und unwarheiten, so die verfertiger der Abgenötigten Antwort, wie auch der Marpurgischen Anatomiae und die Nachteul einer unbenannten Stadt verschiene Ostermeß gegen und wider die Person, Ampt und guten Namen D. Jeremiae Vietoris, Pfarrherrn zu Giessen, freventlich außgegossen, Hampel, Gießen 1606.